# Hydropsyche dilatata
Hydropsyche dilatata är en nattsländeart som beskrevs av Tanida 1986. Hydropsyche dilatata ingår i släktet Hydropsyche och familjen ryssjenattsländor. Inga underarter finns listade i Catalogue of Life.